# Episodi de I Griffin (dodicesima stagione)
La dodicesima stagione de I Griffin è stata trasmessa negli Stati Uniti dal 29 settembre 2013 al 18 maggio 2014 su FOX.
In Italia la dodicesima stagione è stata trasmessa dal 14 settembre al 16 novembre 2014 su Italia 2.
| N° | Codice di produzione | Titolo italiano                   | Titolo originale                      | Prima TV USA      | Prima TV Italia   |
| -- | -------------------- | --------------------------------- | ------------------------------------- | ----------------- | ----------------- |
| 1  | BACX01               | Chi cerca trova                   | Finder Keepers                        | 29 settembre 2013 | 14 settembre 2014 |
| 2  | BACX02               | Il mini Peter                     | Vestigial Peter                       | 6 ottobre 2013    | 14 settembre 2014 |
| 3  | BACX03               | Un Quagmire per Quagmire          | Quagmire's Quagmire                   | 3 novembre 2013   | 21 settembre 2014 |
| 4  | AACX22               | Per un pugno di Meg               | A Fistful of Meg                      | 10 novembre 2013  | 21 settembre 2014 |
| 5  | BACX04               | Viaggio in Italia                 | Boopa-dee Bappa-dee                   | 17 novembre 2013  | 28 settembre 2014 |
| 6  | BACX05               | La vita di Brian                  | Life of Brian                         | 24 novembre 2013  | 28 settembre 2014 |
| 7  | BACX06               | Armonie musicali                  | Into Harmony's Way                    | 8 dicembre 2013   | 5 ottobre 2014    |
| 8  | BACX07               | Il primo Natale senza Brian       | Christmas Guy                         | 15 dicembre 2013  | 5 ottobre 2014    |
| 9  | BACX08               | I problemi di Peter               | Peter Problems                        | 5 gennaio 2014    | 12 ottobre 2014   |
| 10 | BACX09               | Lavoro da Grimm                   | Grimm Job                             | 12 gennaio 2014   | 12 ottobre 2014   |
| 11 | BACX10               | Brian è un cattivo padre          | Brian's a Bad Father                  | 26 gennaio 2014   | 19 ottobre 2014   |
| 12 | BACX11               | La parola è mamma                 | Mom's the Word                        | 9 marzo 2014      | 19 ottobre 2014   |
| 13 | AACX17               | Il patto con Dio                  | 3 Acts of God                         | 16 marzo 2014     | 26 ottobre 2014   |
| 14 | BACX13               | Il ricco ereditiero               | Fresh Heir                            | 23 marzo 2014     | 26 ottobre 2014   |
| 15 | BACX12               | Battute di seconda mano           | Secondhand Spoke                      | 30 marzo 2014     | 2 novembre 2014   |
| 16 | BACX16               | Herpes, l'amore dolente           | Herpe the Love Sore                   | 6 aprile 2014     | 2 novembre 2014   |
| 17 | BACX14               | L'uomo più interessante del mondo | The Most Interesting Man in the World | 13 aprile 2014    | 9 novembre 2014   |
| 18 | BACX15               | La piccola diventa nera           | Baby Got Black                        | 27 aprile 2014    | 9 novembre 2014   |
| 19 | BACX17               | Meg puzza!                        | Meg Stinks!                           | 4 maggio 2014     | 16 novembre 2014  |
| 20 | BACX19               | Mister Brown è tornato            | He's Bla-ack!                         | 11 maggio 2014    | 16 novembre 2014  |
| 21 | BACX18               | Stewie English                    | Chap Stewie                           | 18 maggio 2014    | 16 novembre 2014  |

## Chi cerca trova
- Sceneggiatura: Mike Desilets, Anthony Blasucci
- Regia: John Holmquist
- Messa in onda originale: 29 settembre 2013
- Messa in onda italiana: 14 settembre 2014

Durante una cena in famiglia al ristorante, uno dei camerieri dice a Stewie che la mappa del tesoro sulla sua tovaglietta è in realtà una vera mappa che conduce al tesoro nascosto da Miles Musket, il mitico fondatore di Quahog. Peter viene colpito dalla storia e decide di iniziare una caccia al tesoro.
Scavando, Peter trova davvero uno scrigno, che contiene altri indizi per raggiungere il tesoro. Nonostante Brian suggerisca di tenere segreta la cosa, Peter l'ha già raccontata in giro, scatenando una caccia al tesoro che coinvolge l'intera città e metterà i membri della famiglia Griffin uno contro l'altro. Alla fine si scopre che il tesoro è un buono scaduto da 6 anni.

## Il mini Peter
- Sceneggiatura: Brian Scully, Michelangelo Carlo Fasciano
- Regia: Julius Wu
- Messa in onda originale: 6 ottobre 2013
- Messa in onda italiana: 14 settembre 2014

Mentre   Peter   sta comprando una nuova camicia, nota uno strano rigonfiamento sulla sua spalla. Una visita dal Dottor Hartman farà scoprire che si tratta di un gemello vestigiale, così lo estrae abbastanza da consentirgli di parlare e vedere il mondo. Peter soprannomina il suo gemello Chip. Arrivati a casa, Chip inizia ad andare d'accordo con tutti e a rubare l'attenzione da Peter, che decide di sbarazzarsene con un intervento chirurgico. I due gemelli così diventano persone separate, ma Chip continua a vivere a casa dei Griffin.
Dopo che Peter tenta di dare Chip in pasto a un dingo, egli capisce di non essere desiderato e se ne va via arrabbiato. Sentendosi in colpa, Peter e la famiglia iniziano a cercarlo. Quando Peter si rompe una gamba in cantina Chip viene a salvarlo. I due fanno pace ma Chip, desideroso di esplorare il mondo, decide comunque di andare per la propria strada.

## Un Quagmire per Quagmire
- Sceneggiatura: Cherry Chevapravatdumrong
- Regia: Pete Michels
- Messa in onda originale: 3 novembre 2013
- Messa in onda italiana: 21 settembre 2014

Portando il suo computer, pieno di file pornografici, a riparare, Quagmire conosce Sonja, la commessa del negozio di computer che sembra non avere problemi con le perversioni dell'uomo. Inizialmente entusiasti, Peter e Joe iniziano a dubitare della donna quando notano che Quagmire è sempre più evasivo e un giorno lo notano con gli occhi neri. Scoprono così che Sonja è abusiva e violenta e cercano un modo di salvare il loro amico.
Intanto, Stewie ritrova Oscar, l'orsacchiotto che aveva prima di Rupert, e si trova indeciso tra i due peluche.

## Per un pugno di Meg
- Sceneggiatura: Dominic Bianchi e Joe Vaux
- Regia: Joe Vaux
- Messa in onda originale: 10 novembre 2013
- Messa in onda italiana: 21 settembre 2014

A scuola di Meg arriva un nuovo bullo, Mike Pulaski. Tutti cercano di stargli alla larga in special modo Meg. Un giorno però, alla mensa, Meg rovescia accidentalmente il suo vassoio del pranzo proprio sopra Mike, che, decisamente infuriato la sfida ad una lotta. Meg prova in molti modi ad evitare la lotta ma inutilmente. Un giorno decide di pagare i ragazzi più forti dell'istituto per picchiare Mike, ma diversamente da quello che credeva e sperava Meg, sono stati loro ad essere picchiati. Meg disperata va a piangere nel bagno della scuola, nel quale incontra Glenn Quagmire, il quale decide di insegnarle a lottare. Il giorno dell'incontro Meg è decisamente in difficoltà ma riesce a sfruttare la sua 'bruttezza' per vincere la sfida. Intanto Peter si fa vedere nudo da Brian, quest'ultimo è molto infastidito da ciò, ma nonostante lo ripete più volte a Peter esso non la smette, anzi inizia persino a farlo di proposito. Brian non regge più la situazione e decide, sotto consiglio di Stewie, di radersi completamente il pelo. Peter cade nella trappola di Brian, il quale, completamente senza pelo, si mette di fronte a Peter, il quale è visibilmente inorridito nel vederlo senza il pelo, perché si presenta con la pelle cadente e sei mammelle. Brian "tortura" quindi Peter avvicinandosi e costringendolo ad accarezzarlo, il quale finalmente cede e promette che non andrà più in giro nudo davanti a lui. Il pelo di Brian, però non ricrescerà prima di tre mesi e così si trova costretto ad usare dei vestiti di Stewie.

## Viaggio in Italia
- Sceneggiatura: Wellesley Wild
- Regia: Mike Kim
- Messa in onda originale: 17 novembre 2013
- Messa in onda italiana: 28 settembre 2014

I Griffin partono per un viaggio in Italia e Peter decide di rimanere lì per sempre, mettendo in evidenza di aver avuto una vita noiosa.

## La vita di Brian
- Sceneggiatura: Alex Carter
- Regia: Joseph Lee
- Messa in onda originale: 24 novembre 2013
- Messa in onda italiana: 28 settembre 2014

Dopo aver fatto assieme a Brian un viaggio disastroso nel XVII secolo, Stewie decide di distruggere la macchina del tempo. Quando entrambi stanno per iniziare a giocare a street hockey in mezzo alla strada, Brian viene improvvisamente investito da un'auto in corsa e muore a causa delle ferite riportate. I familiari, per superare tale perdita, decidono di comprare un altro cane, Peter opterà per Vinny, cane italo-americano che, ben presto, diventerà membro della famiglia. Ma Stewie è contrario, in quanto non potrà mai superare la perdita del suo migliore amico.

## Armonie musicali
- Sceneggiatura: Julius Sharpe
- Regia: Brian Iles
- Messa in onda originale: 8 dicembre 2013
- Messa in onda italiana: 5 ottobre 2014

Peter e Quagmire scoprono di avere un gran talento musicale e decidono di proporsi come duo. Mort si offre come loro manager. Ma quando si comincia ad intravedere il successo e una importante casa discografica propone ai due un contratto e un tour, tutto cambia drasticamente...

## Il primo Natale senza Brian
- Sceneggiatura: Patrick Meighan
- Regia: Greg Colton
- Messa in onda originale: 15 dicembre 2013
- Messa in onda italiana: 5 ottobre 2014

Durante i festeggiamenti di Natale, i Griffin scoprono che la consueta fiera di natale al centro commerciale è stata annullata da Carter. Peter decide di aiutare Carter a recuperare il suo spirito natalizio e convincerlo così a riallestire la fiera. Nel frattempo Stewie è molto triste, inizialmente crede che sia a causa della cancellazione della fiera, ma poi, quando la fiera viene riallestita (dopo che Carter scopre che il Natale è una festività religiosa) e lui si trova in braccio al Babbo Natale del centro commerciale, si accorge che quello che lo rende veramente triste è la mancanza di Brian e chiede di riaverlo come regalo di Natale. Stewie è molto giù e Vinny, per cercare di tirarlo su di morale, lo porta a comprare dei giocattoli nuovi. Al negozio di giochi Stewie nota un se stesso del passato e con l'aiuto di Vinny riesce a rubare il modulo di ritorno della macchina del tempo con il quale, dopo aver ringraziato e salutato Vinny, riesce a tornare indietro nel tempo e a salvare Brian dall'incidente.
Nota:
- Mentre Stewie salva Brian dall'auto è l'episodio La vita di Brian, in cui egli veniva investito proprio dall'auto mentre giocava per strada.
- Vi è un riferimento al classico film natalizio A Christmas Story - Una storia di Natale, il cui il gruppo di cantori cinesi del locale cinese del film cantano "Deck the Harrs", versione con pesante accento asiatico di "Deck the Halls", cantata dagli stessi cantori cinesi del film, chiamati da Peter casualmente mentre aspettano in fila al centro commerciale. Subito dopo Peter riappare inappropriatamente dicendo "Esatto America, il tuo amato film di Natale è incredibilmente razzista", e uno dei cantori aggiunge "E non è neanche di tanto tempo fa". Nella versione originale, suddetto cantore dice la battuta ironicamente con lo stesso pesante accento asiatico (tipico infatti degli immigrati asiatici di prima generazione), ma nella versione doppiata in italiano viene detta normalmente con un italiano perfetto, facendo perdere alla scena il suo scopo, ovvero mettere in risalto l'ipocrisia dell'ideologia politicamente corretta esaltata e predicata al momento da Peter e la "recitata" ipocrisia della scena considerando il genere di umorismo estremamente irriverente e scorrettissimo per cui la serie e altre di Seth MacFarlane si sono sempre contraddistinte.

## I problemi di Peter
- Sceneggiatura: Teresa Hsiao
- Regia: Bob Bowen
- Messa in onda originale: 5 gennaio 2014
- Messa in onda italiana: 12 ottobre 2014

Al lavoro, Peter viene assunto come guidatore di un muletto montacarichi, ma dopo aver combinato un'altra delle sue, viene licenziato. Mentre Peter è costretto a stare in casa ad occuparsi della famiglia, Lois trova lavoro in un supermercato. A causa di questo scambio di ruoli, Peter comincia ad avere problemi di impotenza.

## Lavoro da Grimm
- Sceneggiatura: Alec Sulkin
- Regia: Joe Vaux
- Messa in onda originale: 12 gennaio 2014
- Messa in onda italiana: 12 ottobre 2014

In questo episodio Peter racconta a Stewie una sua versione delle tre favole più famose scritte dai fratelli Grimm: Giacomino e il fagiolo magico, Cappuccetto Rosso e Cenerentola.

## Brian è un cattivo padre
- Sceneggiatura: Chris Sheridan
- Regia: Jerry Langford
- Messa in onda originale: 26 gennaio 2014
- Messa in onda italiana: 19 ottobre 2014

Brian scopre che Dylan, il suo figlio umano, è diventata una star televisiva in una sitcom. Per sembrare un buon padre, Brian decide di entrare nel progetto e di modificare la trama. Nel frattempo Peter spara accidentalmente a Quagmire durante una battuta di caccia e quest'ultimo decide di non rivolgergli più la parola.

## La parola è mamma
- Sceneggiatura: Chris Sheridan
- Regia: Jerry Langford
- Messa in onda originale: 9 marzo 2014
- Messa in onda italiana: 19 ottobre 2014

Dopo aver saputo della morte di sua madre Thelma, Peter conosce Evelyn, una vecchia amica di Thelma, e tra i due nascerà un profondo rapporto di amicizia, ma in seguito Evelyn cercherà di dissuaderlo in tutti modi. Nel frattempo Brian cerca di aiutare Stewie a superare la sua paura della morte.
Guest Star: Ariana Grande (Italian Girl)

## Il patto con Dio
- Sceneggiatura: Alec Sulkin
- Regia: Bob Bowen
- Messa in onda originale: 16 marzo 2014
- Messa in onda italiana: 26 ottobre 2014

Peter e i suoi amici sono stufi di veder perdere la loro squadra del cuore, così si recano da Dio per chiedergli spiegazioni.

## Il ricco ereditiero
- Sceneggiatura: Steve Callaghan
- Regia: Mike Kim
- Messa in onda originale: 23 marzo 2014
- Messa in onda italiana: 26 ottobre 2014

Chris decide di prendersi cura del nonno Carter, che ha una gamba rotta. Quando Carter gli offre i suoi soldi come ricompensa, Chris li rifiuta, dicendo che non lo ha fatto per i soldi ma perché aveva piacere di stare con lui. Così Carter, sorpreso e riconoscente, decide di lasciargli tutto il suo patrimonio. Peter cercherà nei modi più assurdi di mettere mano su quel denaro.

## Battute di seconda mano
- Sceneggiatura: Dave Ihlenfeld e David Wright
- Regia: Julius Wu
- Messa in onda originale: 30 marzo 2014
- Messa in onda italiana: 2 novembre 2014

Peter inizia a fumare per sfuggire dal suo lavoro, così prende il vizio del fumo. Lois è indignata e insiste perché lui debba smettere. Alla fine Peter riesce a smettere di fumare, ma il danno è irreparabile. Nel frattempo, Stewie insegna a Chris come difendersi dai bulli della scuola, ma invano. L'unica soluzione per il bebè è di entrare nello zaino di Chris e suggerirgli cosa deve dire. Il ragazzo diventa così il più popolare della scuola, ma non riesce a fare a meno di portarsi Stewie con sé, perché da solo Chris non sa difendersi. Stewie, infatti, si stufa di aiutarlo e, in una conferenza per gli studenti,  Chris confessa che era stato Stewie ad aiutarlo con i bulli. Il ragazzo torna alla sua vecchia vita, imparando però una cosa in più.

## Herpes, l'amore dolente
- Sceneggiatura: Andrew Goldberg
- Regia: Greg Colton
- Messa in onda originale: 6 aprile 2014
- Messa in onda italiana: 2 novembre 2014

Brian e Stewie stringono un "patto di sangue", ma il giorno dopo Stewie si ritrova la faccia piena di Herpes. Scostando il pelo di Brian, scopre che lui ne è pieno, e che quindi, non avendolo avvertito, lo ha contagiato deliberatamente. In seguito scopre che anche Chris è stato infettato dallo stesso Brian, e i due insieme pensano di escogitare una vendetta. Nel frattempo Peter, Joe e Quagmire vanno all'Ostrica e trovano tre sconosciuti che occupano il loro tavolo. Peter e i suoi provano a cacciare quei tre energumeni, ma non ci riescono e a causa di ciò verranno scherniti e umiliati da tutta la città, i concittadini infatti dopo quell'episodio li definiscono dei vigliacchi. I tre allora proveranno ad affrontare i loro rivali, ma avranno la peggio, Si viene poi a scoprire che i tre sconosciuti sono tre soldati dell'esercito e vengono portati in trionfo dal resto dei avventori dell'Ostrica Ubriaca, lasciando quindi Peter, Joe e Quagmire al loro vecchio tavolo.
Nella puntata c'è un riferimento al film Quasi amici - Intouchables

## L'uomo più interessante del mondo
- Sceneggiatura: Tom Devanney
- Regia: Joseph Lee
- Messa in onda originale: 13 aprile 2014
- Messa in onda italiana: 9 novembre 2014

Lois è stufa dell'estrema stupidità di Peter e glielo dice chiaramente, così lui, sentendosi offeso, inizia a viaggiare in città d'arte e a visitare musei. Nel giro di poco tempo diventa un uomo raffinato e acculturato. Lois, inizialmente entusiasta, comincia a non sopportarlo più quando impedisce a tutti di guardare la tv e obbliga la famiglia a imparare sempre nuovi vocaboli. Insieme a Brian, anche lui esausto, pensa ad un modo per farlo tornare come prima.

## La piccola diventa nera
- Sceneggiatura: Kevin Biggins e Travis Bowe
- Regia: Brian Iles
- Messa in onda originale: 27 aprile 2014
- Messa in onda italiana: 9 novembre 2014

Chris comincia ad uscire con una bella ragazza di colore, la figlia di Jerome. Lois e Peter non hanno alcun problema, invece Jerome è contrario al fatto che la figlia esca con un bianco. Alla fine cambierà idea.

## Meg puzza!
- Sceneggiatura: Danny Smith
- Regia: Bob Bowen
- Messa in onda originale: 4 maggio 2014
- Messa in onda italiana: 16 novembre 2014

Meg deve andare al college, così, quando ottiene un colloquio al college che aveva scelto, Peter l'accompagna. In questa occasione, i due diventano grandi amici. Nel frattempo, Brian viene spruzzato da una puzzola e la famiglia decide di farlo stare fuori finché il cattivo odore non sarà svanito.

## Mister Brown è tornato
- Sceneggiatura: Julius Sharpe
- Regia: Steve Robertson
- Messa in onda originale: 11 maggio 2014
- Messa in onda italiana: 16 novembre 2014

Cleveland torna a Quahog con la sua nuova famiglia e Peter, Joe e Quagmire ne sono molto felici. Però, quando Donna (la moglie di Cleveland) sculaccia Chris, Lois va su tutte le furie e impedisce a Peter di rivedere Cleveland. Anche Donna farà lo stesso. I due iniziano quindi a vedersi di nascosto, e quando le mogli capiranno quanto i loro mariti si vogliano bene faranno pace.

## Stewie English
- Sceneggiatura: Artie Johann e Shawn Ries
- Regia: Joe Vaux
- Messa in onda originale: 18 maggio 2014
- Messa in onda italiana: 16 novembre 2014

Stewie odia la sua famiglia di idioti, poiché dopo un gioco stupido, Chris e Peter distruggono la televisione e si perde una puntata del suo programma preferito. Così ricostruisce la macchina del tempo allo scopo di tornare indietro e impedire la sua nascita, facendo lasciare i suoi genitori. Riuscirà nel suo intento, nascendo così in una ricca famiglia inglese. Inizialmente felice, si rende conto in seguito di quanto sia triste quella vita e che non fa per lui. Così costruisce un'altra macchina del tempo per mandare a monte il suo stesso piano e tornare ad essere il ragazzo superiore in famiglia.